# Tiqueo
 (juin 2017).
Tiqueo (IIIe siècle av. J.-C.) est un chef numide appartenant à la faction de Syphax. Après la défaite et la capture de ce dernier par les Romains, il est entraîné dans le giron de Carthage par Hannibal, qui utilise sa rivalité avec Massinissa. Il est mentionné par Polybe et Appien.
Lorsque Hannibal arrive en Afrique, après son épopée en Italie, Tiqueo vient à son secours avec deux mille cavaliers, qui participent à la bataille de Zama (202 av. J.-C.).